# Butifuera
La Butifuera (también llamada botifuera o botijuela) es una fiesta de tradición agrícola muy popular en los pueblos de tradición olivarera de Andalucía, principalmente en la provincia de Jaén (España). Se celebra con ella el final de la recolección de aceituna, que comienza generalmente a finales de noviembre y finaliza entre los meses de febrero y marzo. 
La fiesta se realiza habitualmente en Domingo, y en ella el patrón, o dueño del olivar, invita a sus trabajadores junto con sus familias a una comida en el campo. El almuerzo da comienzo a mediodía con tapas variadas en abundancia, donde el jamón serrano es un referente, siendo las bebidas más populares la cerveza y el vino. 
El plato principal suele consistir en una gran paella o una barbacoa de productos porcinos (salchichas, tocino, chorizos, chuletas, etc.). Durante la celebración, los participantes cuentan  anécdotas graciosas ocurridas durante el trabajo para amenizar el tiempo y reír juntos. La celebración termina antes de la caída de la noche. 
Se desconoce la etimología de “butifuera”.
- Datos: Q5736151